# Heinz Röthke
Heinz Röthke, född 19 januari 1912 i Mürow, död 14 juli 1966 i Wolfsburg, var en tysk promoverad jurist och SS-Obersturmführer. Tillsammans med Theodor Dannecker var Röthke en av de huvudansvariga för deportationen av franska judar till Auschwitz. Han var kommendant för interneringslägret i Drancy 1942–1943. År 1945 dömdes Röthke till döden in absentia.

## Populärkultur
I filmen I gryningens timmar från 2010 porträtteras Heinz Röthke av Soma Zámbori.